# Всесвітні легкоатлетичні ігри в приміщенні 1985
Всесвітні легкоатлетичні ігри в приміщенні 1985 (англ. 1985 IAAF World Indoor Games) відбулись 18-19 січня в Парижі в Палаці спорту «Берсі».
Турнір був попередником чемпіонатів світу в приміщенні, проведення яких зі словами «чемпіонат світу» в назві було започатковано ІААФ з 1987. Незважаючи на це, паризькі змагання у для статичстичних цілей прирівнюються до світових легкоатлетичних першостей в приміщенні.

## Призери

### Чоловіки
| Дисципліни            | Золото                         | Золото    | Срібло                       | Срібло   | Бронза                       | Бронза   |
| --------------------- | ------------------------------ | --------- | ---------------------------- | -------- | ---------------------------- | -------- |
| 60 метрів             | Бен Джонсон Канада             | 6,62      | Сем Гредді США               | 6,63     | Рональд Дерюель Бельгія      | 6,68     |
| 200 метрів            | Олександр Євгеньєв СРСР        | 20,95     | Аде Мафе Велика Британія     | 20,96    | Жуан да Сілва Бразилія       | 21,19    |
| 400 метрів            | Томас Шенлебе НДР              | 45,60 WIB | Тодд Беннетт Велика Британія | 45,97    | Марк Роу США                 | 46,31    |
| 800 метрів            | Коломан Трабадо Іспанія        | 1.47,42   | Бенджамін Гонсалес Іспанія   | 1.47,94  | Ікем Біллі Велика Британія   | 1.48,28  |
| 1500 метрів           | Майк Гіллардт Австралія        | 3.40,27   | Хосе Луїс Гонсалес Іспанія   | 3.41,36  | Джозеф Чесіре Кенія          | 3.41,38  |
| 3000 метрів           | Жуан Кампуш Португалія         | 7.57,63   | Дон Клері США                | 7.57,78  | Іван Увізль Чехословаччина   | 7.57,92  |
| 60 метрів з бар'єрами | Стефан Карістан Франція        | 7,67      | Хав'єр Морачо Іспанія        | 7,69     | Джон Ріджеон Велика Британія | 7,70     |
| Ходьба 5000 метрів    | Жерар Лельєвр Франція          | 19.06,20  | Мауріціо Дамілано Італія     | 19.11,41 | Девід Сміт Австралія         | 19.16,04 |
| Стрибки у висоту      | Патрік Шеберг Швеція           | 2,32      | Хав'єр Сотомайор Куба        | 2,30     | Отман Бельфаа Алжир          | 2,27 NIR |
| Стрибки з жердиною    | Сергій Бубка СРСР              | 5,75      | Тьєррі Віньєрон Франція      | 5,70     | Василь Бубка СРСР            | 5,60     |
| Стрибки в довжину     | Ян Лейтнер Чехословаччина      | 7,96      | Дьюла Палоці Угорщина        | 7,94     | Джованні Еванджелісті Італія | 7,88     |
| Потрійний стрибок     | Хрісто Марков Болгарія         | 17,22     | Лазаро Бетанкур Куба         | 17,15    | Лазаро Бальсіндес Куба       | 16,83    |
| Штовхання ядра        | Ремігіюс Махура Чехословаччина | 21,22     | Удо Баєр НДР                 | 21,10    | Яніс Боярс СРСР              | 19,94    |

### Жінки
| Дисципліни            | Золото                      | Золото   | Срібло                     | Срібло   | Бронза                                                      | Бронза    |
| --------------------- | --------------------------- | -------- | -------------------------- | -------- | ----------------------------------------------------------- | --------- |
| 60 метрів             | Зільке Гладіш НДР           | 7,20     | Гізер Оукс Велика Британія | 7,21     | Крістель Бюрто Франція                                      | 7,34      |
| 200 метрів            | Маріта Кох НДР              | 23,09    | Марі-Крістін Казьє Франція | 23,33    | Кім Робертсон Нова Зеландія                                 | 23,69 NIR |
| 400 метрів            | Даян Діксон США             | 53,35    | Регіне Берг Бельгія        | 53,81    | Шармейн Крукс Канада                                        | 54,08     |
| 800 метрів            | Крістіяна Кожокару Румунія  | 2.04,22  | Джейн Фінч Велика Британія | 2.04,71  | Марія Сімяну Румунія                                        | 2.05,51   |
| 1500 метрів           | Еллі ван Гюлст Нідерланди   | 4.11,41  | Фіца Ловін Румунія         | 4.11,42  | Бріт Макробертс Канада                                      | 4.11,83   |
| 3000 метрів           | Деббі Скотт Канада          | 9.04,99  | Агнезе Поссамаї Італія     | 9.09,66  | Паттісью Пламер США                                         | 9.12,12   |
| 60 метрів з бар'єрами | Ксенія Шишка Угорщина       | 8,03     | Лоранс Еллуа Франція       | 8,08     | Анн Пікро Франція                                           | 8,10      |
| Ходьба 3000 метрів    | Джуліана Сальче Італія      | 12.53,42 | Хун Янь КНР                | 13.05,56 | Енн Піл Канада                                              | 13.06,97  |
| Стрибки у висоту      | Стефка Костадинова Болгарія | 1,97     | Сюзанна Лоренцон Швеція    | 1,94     | Деббі Бріл КанадаДанута Булковська ПольщаСільвія Коста Куба | 1,90      |
| Стрибки в довжину     | Хельга Радтке НДР           | 6,88     | Тетяна Родіонова СРСР      | 6,72     | Нійоле Медведева СРСР                                       | 6,44      |
| Штовхання ядра        | Наталія Лісовська СРСР      | 20,07    | Інес Мюллер НДР            | 19,68    | Нуну Абашидзе СРСР                                          | 18,82     |

## Медальний залік
| Місце               | Країна              | Золото | Срібло | Бронза | Загалом |
| ------------------- | ------------------- | ------ | ------ | ------ | ------- |
| 1                   | НДР                 | 4      | 2      | 0      | 6       |
| 2                   | СРСР                | 3      | 1      | 4      | 8       |
| 3                   | Франція             | 2      | 3      | 2      | 7       |
| 4                   | Канада              | 2      | 0      | 4      | 6       |
| 5                   | Чехословаччина      | 2      | 0      | 1      | 3       |
| 6                   | Болгарія            | 2      | 0      | 0      | 2       |
| 7                   | Іспанія             | 1      | 3      | 0      | 4       |
| 8                   | США                 | 1      | 2      | 2      | 5       |
| 9                   | Італія              | 1      | 2      | 1      | 4       |
| 10                  | Румунія             | 1      | 1      | 1      | 3       |
| 11                  | Угорщина            | 1      | 1      | 0      | 2       |
| 11                  | Швеція              | 1      | 1      | 0      | 2       |
| 13                  | Австралія           | 1      | 0      | 1      | 2       |
| 14                  | Нідерланди          | 1      | 0      | 0      | 1       |
| 14                  | Португалія          | 1      | 0      | 0      | 1       |
| 16                  | Велика Британія     | 0      | 4      | 2      | 6       |
| 17                  | Куба                | 0      | 2      | 2      | 4       |
| 18                  | Бельгія             | 0      | 1      | 1      | 2       |
| 19                  | КНР                 | 0      | 1      | 0      | 1       |
| 20                  | Алжир               | 0      | 0      | 1      | 1       |
| 20                  | Бразилія            | 0      | 0      | 1      | 1       |
| 20                  | Кенія               | 0      | 0      | 1      | 1       |
| 20                  | Нова Зеландія       | 0      | 0      | 1      | 1       |
| 20                  | Польща              | 0      | 0      | 1      | 1       |
| Загалом (24 збірні) | Загалом (24 збірні) | 24     | 24     | 26     | 74      |